# Nemicolopterus
Nemicolopterus crypticus
Genre
Espèce
Nemicolopterus est un genre éteint de ptérosaures arboricoles de la taille d'un passereau, appartenant au sous-ordre des Pterodactyloidea et au clade des Tapejaromorpha. Il vivait au Crétacé inférieur, plus précisément durant l'Aptien il y a environ 120 millions d'années.

## Espèce type
Un squelette fossilisé presque complet a été mis au jour dans le paléobiote de Jehol dans le Liaoning (nord-est de la Chine), dans la formation géologique de Jiufotang. L'holotype Nemicolopterus crypticus est le seul spécimen décrit jusqu'à présent. 
Le fossile en question (ci-dessous) a été découvert dans des sédiments correspondant à des silts et des argiles. Le fossile est très bien préservé. Les paléontologues ont même découvert ce qu'ils ont interprété comme un contenu stomacal ou bien des tissus mous fossilisés.

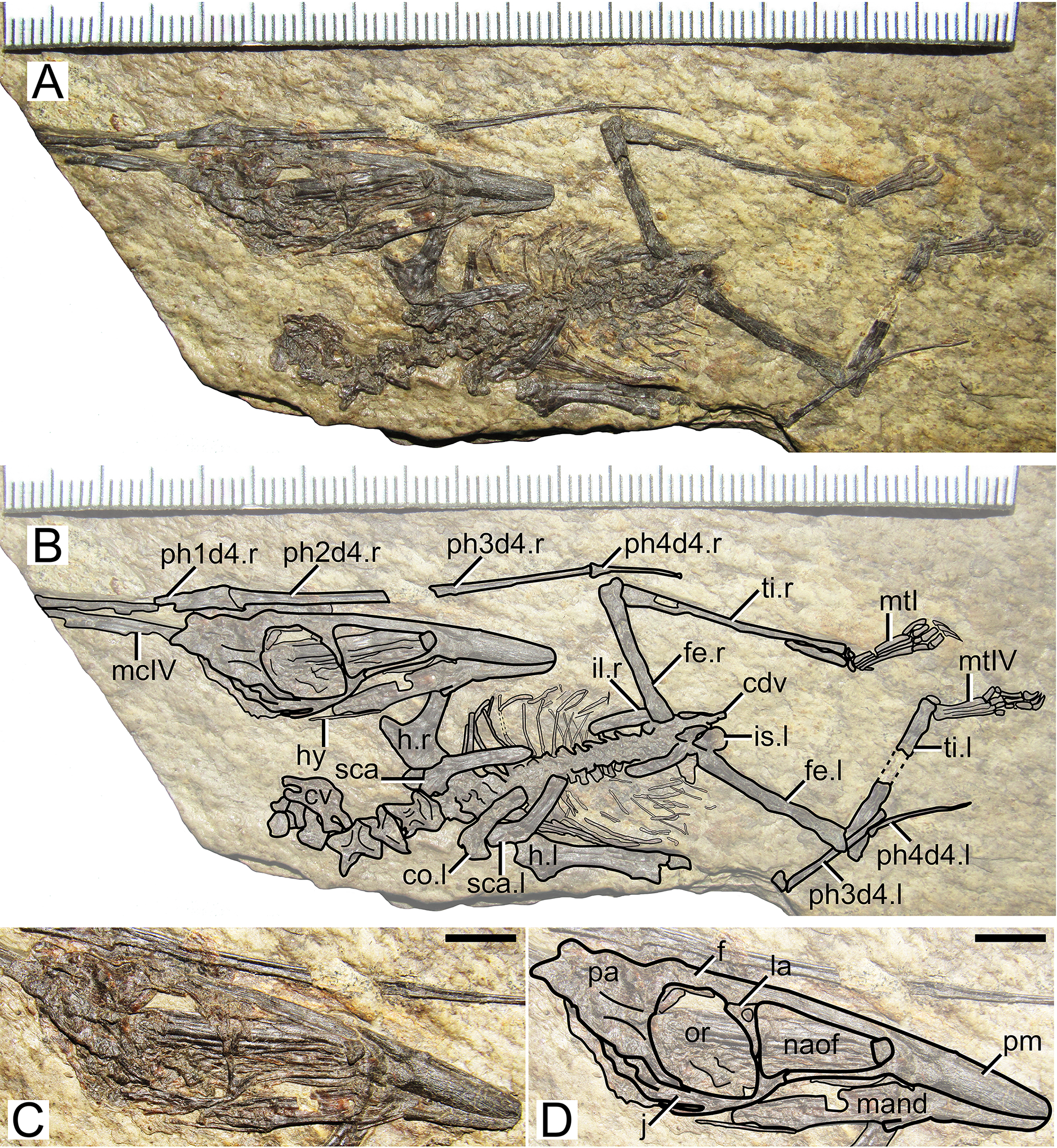
Fossile holotype de Nemicolopterus crypticus.

## Anatomie
Nemicolopterus est un ptérosaure de très petite taille du groupe des Tapejaromorpha. Il était à l'origine attribué à celui des  Dsungaripteroidea. Même si le fossile retrouvé est un jeune animal, il ne s'agit pas d'un nouveau-né. Il affiche 7 centimètres de long et 25 centimètres d'envergure. Il était édenté. Sa diagnose montre un processus nasal médian, une crête deltopectorale de l'humérus en forme de couteau et un processus postérieur du fémur au-dessus de l'articulation avec le tibia développé. Le crâne mesure 4 centimètres et l'orbite 9,1 millimètres. La fenêtre antéorbitaire est réduite, mais moins que chez les Pteranodontidae comme Pteranodon et chez les Ctenochasmatidae comme Ctenochasma et Pterodaustro. Il semble ne pas exister de crête crânienne. Les vertèbres cervicales sont courtes et il n'existe pas de côtes cervicales, caractère typique des Pterodactyloidea. Les 8 vertèbres sacrées ne sont pas soudées en un synsacrum. Ce ptérosaure présentait une courte queue constituée de 4 vertèbres. Des gastralia sont présentes.

## Écologie
De nombreux ptérosaures étaient inféodés au littoral et ont été retrouvés dans des sédiments côtiers. Mais Nemicolopterus provient de formations continentales. Cet animal ne vivait donc pas à proximité de l'océan mais dans de grandes forêts de gymnospermes. Le degré de courbure de la dernière phalange du pied, apparemment unique à cette espèce, semble indiquer un mode de vie arboricole. La même courbure est observée chez les paresseux modernes, qui s'en servent afin de se suspendre aux branches. Il ne possèdent cependant pas de hallux, ou doigt opposable, comme les oiseaux, qui lui aurait permis de se percher. Certains ptérosaures comme l'Anurognathidae Jeholopterus semblent également avoir été arboricoles. Il est donc possible que cet animal ait été insectivore et hantait les forêts de gymnospermes qui recouvraient la Chine en ce début de Crétacé.

## Phylogénie et évolution
Ce ptérosaure ne présente pas certains des caractères typiques des Pterodactyloidea, par exemple le crâne n'est pas assez arrondi à l'arrière et il lui manque la crête. Après avoir été classé parmi les Dsungaripteroidea en groupe frère des Ornithicheiroidea, il est classé comme un tapéjaromorphe basal par Andres, Clark et Xu en 2014 dans le cadre d'une analyse phylogénétique complète des ptérosaures.